# 螺沟卷管螺
螺沟卷管螺（学名：Maoridaphne saturata），是新腹足目卷管螺科Maoridaphne属的一种。主要分布于台湾，常栖息在泥沙质海底。